# HD 16350
HD 16350 — бело-голубая звезда главной последовательности, находящаяся в созвездии Андромеда на расстоянии приблизительно 688,17 св. лет от Земли. По состоянию на 2007 год, радиус звезды оценивается в 3,67 солнечного радиуса. Радиальная скорость составляет −0,1 ± 2,4 км/с. Планет у HD 16350 обнаружено не было. Звезда видима невооружённым глазом на ночном небе.